# Cindy Klassen
Cindy Klassen, född 12 augusti 1979 i Winnipeg, är en kanadensisk skridskoåkare. Hon har vunnit sex olympiska medaljer, varav ett guld.
Efter sin aktiva idrottskarriär arbetar hon som polis i Calgary i Alberta.
Cindy Klassen blev tilldelad Oscar Mathisens pris, den så kallade "Oscarstatuetten", 2006.
Före sin skridskokarriär var Klassen ishockeyspelare.

## Personliga rekord[1]
500 meter - 37,51

5 000 meter - 6.48,97